# Carlos Castillo Mattasoglio
Carlos Gustavo Castillo Mattasoglio (Lima, 1950. február 28. –) perui római katolikus pap, a Limai főegyházmegye érseke, bíboros.

## Korai pályafutása
Carlos Castillo Mattasoglio 1950. február 28-án született Limában. Miután a Dalton de Lince és a limai San Agustín Főiskolára Főiskolára járt, 1968 és 1973 között a San Marcos Egyetemen tanult, ahol társadalomtudományi alapdiplomát szerzett. San Marcosban csatlakozott a Katolikus Diákok Nemzeti Szövetségéhez, amelyet Gustavo Guitérrez atya, a Felszabadítási Teológia mozgalom egyik fő hangja vezetett. Tanulmányait a limai Santo Toribio di Mogrovejo nagyszemináriumban folytatta. A római Gregoriana Pápai Egyetemen 1979-ben filozófiából, 1983-ban pedig teológiából szerzett alapdiplomát. Juan Landázuri Ricketts bíboros 1984. július 15-én szentelte pappá a Limai főegyházmegye szolgálatára. A Gregorianán 1985-ben licenciátust és 1987-ben doktori címet szerzett dogmatikus teológiából.
1987-ben tért vissza Peruba. 1987-től 1998-ig a Katolikus Diákok Országos Szövetségének asszisztense, 1987-től 1991-ig különböző plébániák plébános-helyettese, majd 1991-től 1999-ig plébániai munkatárs, 1999-től 2015-ig ismét plébános-helyettes.
1987 óta a Perui Pápai Katolikus Egyetem katolikus teológia tanára. Castillót, annak teológiai tanszékének minden más oktatójával együtt Juan Luis Cipriani Thorne bíboros 2013-ban felfüggesztette a Cipriani és az egyetem vezetése közötti konfliktus közepette. Ezt követően Castillo folytatta az erkölcstan és a keresztény társadalmi gondolkodás tárgyak oktatását. 2016-ban az egyetem új nagykancellárja, Giuseppe Versaldi bíboros megújította Castillo és a többi oktató katolikus teológia tanítási engedélyét.
A kilencvenes években az egyetemi lelkipásztorkodást vezette Limában, majd 1996 és 1999 között különböző érsekségi tisztségeket töltött be, ahol az ifjúsági és hivatáspasztorációért volt felelős. Országos szinten 1990 és 2001 között a Perui Püspöki Konferencia Ifjúsági Bizottságának asszisztense volt. 2003 és 2006 között az egyházzal való kapcsolatok igazgatója és a Perui Pápai Katolikus Egyetem Egyetemi Tanácsának tagja volt.

## Érsek
Ferenc pápa 2019. január 25-én nevezte ki őt Juan Luis Cipriano Thorne utódjául a Limai főegyházmegye érseki székébe. Érsekként hivatalból a limai Polgári és Kánonjogi Teológiai Kar nagykancellárja. Amikor érsekké nevezték ki, teológiai előadó volt – 1987 óta töltötte be ezt a tisztséget – és a Perui Pápai Katolikus Egyetem Egyetemi Lelkipásztori Központjának asszisztense. Emellett a San Francisco Solano templomban a plébániai munkában is segédkezett. A spanyol mellett olaszul és franciául is beszél. A kinevezését bejelentő sajtótájékoztatón barátjától, Luis Bambaréntől, a Chimbotei egyházmegye nyugalmazott püspökétől kapta meg azt a stólát, amely az őt felszentelő Landázuri bíborosé volt.
Cipriani szerint a kinevezését nem szabad politikailag úgy értelmezni, mint a pápai egyetem vagy a felszabadítási teológia támogatásának kifejezését, vagy az Opus Dei iránti tiszteletlenséget, és azt mondta, hogy az ilyen értelmezések a prelátusokat „környékbeli verekedőknek” tekintik, ahelyett, hogy a püspöki kinevezést mély és spirituális eseménynek tekintenék. Austen Ivereigh azonban „egyházi földrengésnek” nevezte. Pedro Barreto bíboros – anélkül, hogy Ciprianit megnevezte volna – azt mondta, hogy Castillo kinevezése „sokkal közelebb hozza a Perui Püspöki Konferenciát annak az egyháznak a valóságához, amelyről mindannyian álmodunk, egy olyan egyházhoz, amely szegény és a szegényekért van, egy olyan egyházhoz, amely kinyújtja a kezét, egy olyan egyházhoz, amely közelebb van azokhoz, akik most szenvednek.” John L. Allen Jr. a Cipriani és Castillo között a felszabadítási teológiával és a pápai egyetemmel kapcsolatban fennálló különbségekre hivatkozva azt írta, hogy „még mindig meglehetősen szokatlan, hogy egy bíboros örökségét valós időben egészen így szétszedjék.”
Castillo felszentelési és beiktatási ceremóniáját 2019. március 2-án tartották. Felszentelését Nicola Girasoli perui apostoli nuncius végezte, társszentelőként Cipriani és Barreto bíborosok, Héctor Miguel Cabrejos Vidarte érsek és Luis Bambarén Gastelumendi püspök szolgáltak. A szertartás során a felszabadítás teológusa, Gustavo Gutiérrez a limai egyház képviselőjeként felszólalva hivatalosan is felszólította a pápai nunciust, hogy szentelje püspökké Mattasogliót.
2024. október 6-án Ferenc pápa bejelentette, hogy december 8-án bíborossá kívánja kreálni Castillót, ezt az időpontot később december 7-re módosították.
Ferenc pápa a 2024. december 7-i konzisztóriumon bíborossá kreálta, címtemplomául a Santa Maria delle Grazie a Casal Boccone-templomot jelölte ki.